# برودسکی استوپنیک
برودسکی استوپنیک (به لاتین: Brodski Stupnik) یک منطقهٔ مسکونی در کرواسی است که در شهرستان برود-پوساوینا واقع شده‌است. برودسکی استوپنیک ۳٬۰۳۶ نفر جمعیت دارد.